# Anderson (ur. 1981)
Anderson Santos Silva (ur. 14 grudnia 1981, Tapiramutá, Brazylia) – brazylijski piłkarz występujący na pozycji obrońcy, znany jako Anderson.

## Kariera piłkarska
Przed przybyciem do Polski, w latach 2002–2004 występował w klubie brazylijskim EC Juventude. W sezonie 2005/2006 był graczem Lecha Poznań. W rundzie jesiennej sezonu 2006/2007 występował w barwach Pogoni Szczecin. Od wiosny sezonu 2006/2007 piłkarz grał w drużynie Yokohama FC. W sezonie 2008/2009 występował w Arce Gdynia.